# Nikolai Adolfowitsch Busch
Nikolai Adolfowitsch Busch (russisch Николай Адольфович Буш; * 29. Oktoberjul. / 10. November 1869greg. in Slobodskoi; † 7. August 1941 in Belosersk) war ein russisch-sowjetischer Botaniker und Hochschullehrer.
Sein botanisches Autorenkürzel lautet „N.Busch“.

## Leben
Busch studierte an der Universität Kasan mit Abschluss 1891. 1888–1890 hatte er im Auftrag der Kaiserlichen Russischen Geographischen Gesellschaft zusammen mit Alexander Wassiljewitsch Fomin und Nikolai Iwanowitsch Kusnezow einige botanisch-geographische Expeditionen in den Kaukasus durchgeführt. 1893–1895 war er Aspirant am Forst-Institut in St. Petersburg. 1900 wurde er Privatdozent an der Kaiserlichen Universität Dorpat.

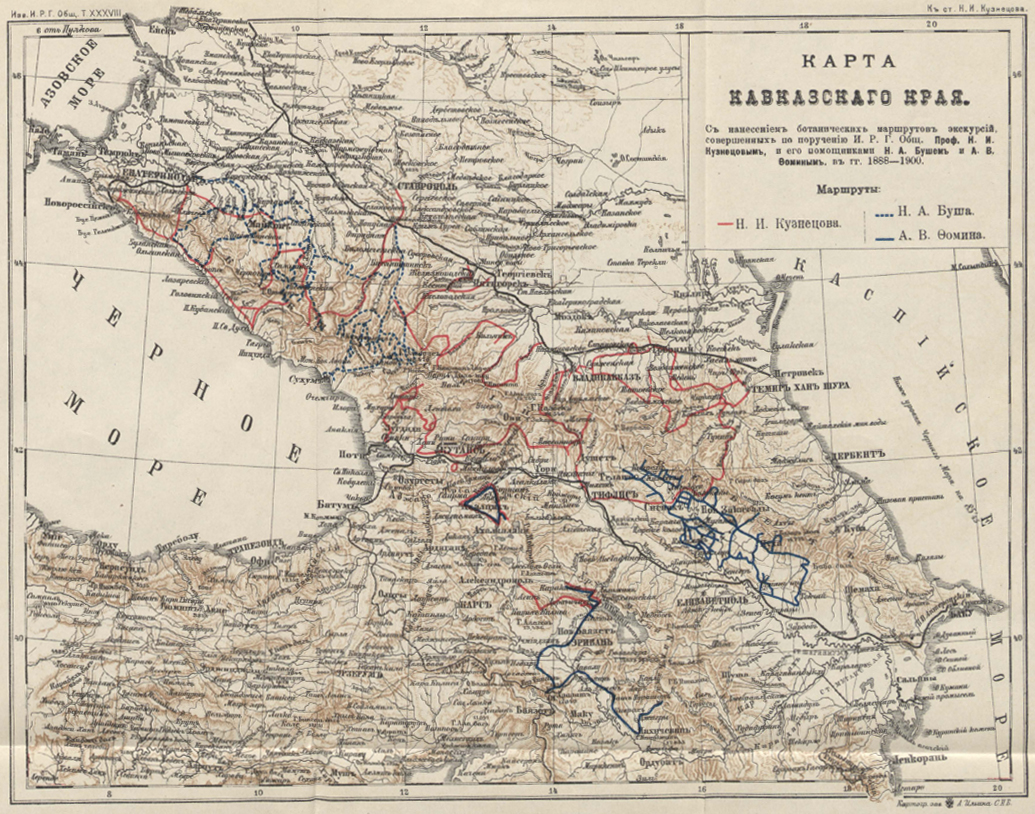
Kaukasus-Karte mit den Reiserouten Kusnezows (rot), Buschs (punktiert) und Fomins (blau) 1888–1890

Ab 1902 arbeitete Busch als Konservator im St. Petersburger Kaiserlichen Botanischen Garten. 1903 verteidigte er mit Erfolg seine Dissertation über Ranales der Flora des Kaukasus für die Promotion zum Magister der Botanik.
Ab 1908 lehrte Busch Botanik in Iwan Alexandrowitsch Stebuts Höheren Landwirtschaftlichen Kursen für Frauen in St. Petersburg. Dazu war er Privatdozent an der Universität St. Petersburg. Ab 1910 leitete er den Lehrstuhl für Botanik des von Wladimir Michailowitsch Bechterew 1907 gegründeten und dann geleiteten Forschungsinstitut für Psychoneurologie in St. Petersburg.
Seit 1894 hatte Busch 11 Reisen in den Kaukasus unternommen und war einmal auf der Krim gewesen. Seine Frau Jelisaweta Alexandrowna Busch begleitete ihn und beteiligte sich an seiner Arbeit. Für seine Kaukasus-Expeditionen erhielt er von der Kaiserlichen Russischen Geographischen Gesellschaft die Prschewalski-Medaille. 1911 verteidigte er mit Erfolg seine Dissertation über Rhoeadales und Sarraceniales der Flora des Kaukasus für die Promotion zum Doktor der Botanik. Darauf wurde er Professor in den Höheren Bestuschewskije kursy für Frauen in St. Petersburg. Ab 1912 arbeitete er im Botanischen Museum der Kaiserlichen Akademie der Wissenschaften (IAN, dann Akademie der Wissenschaften der UdSSR (AN-SSSR), seit 1991 Russische Akademie der Wissenschaften (RAN)), das 1931 das Botanische Institut der AN-SSSR wurde.
Nach der Oktoberrevolution wurde Busch 1920 zum Korrespondierenden Mitglied der AN-SSSR gewählt. Er war Professor an der Universität Leningrad.
Neben dem Kaukasus erforschte Busch die Flora und Vegetation Sibiriens und des Fernost-Gebiets. Er beschrieb viele neue Pflanzenarten des Kaukasus und erstellte geobotanische Karten von Ossetien, Digorien (südwestlich von Ossetien) und anderen Gebieten im Kaukasus. Er teilte Sibirien in unterschiedliche geobotanische Zonen ein. Er war an der Herausgabe des Werks zur Flora der UdSSR beteiligt.